# Elegocampa catharina
Elegocampa catharina är en fjärilsart som beskrevs av William Schaus 1933. Elegocampa catharina ingår i släktet Elegocampa och familjen nattflyn. Inga underarter finns listade i Catalogue of Life.